# Grand Prix moto de France 1973
Le Grand Prix moto de France 1973 est la première manche du Championnat du monde de vitesse moto 1973. La compétition s'est déroulée du 21 au 22 avril 1973 sur le Circuit Paul Ricard au Castellet. C'est la 39e édition du Grand Prix moto de France et la 17e édition comptant pour le championnat du monde.

## Résultats des 500 cm³
| Pos  | Pilote               | Moto            | Temps/Écart   | Points |
| ---- | -------------------- | --------------- | ------------- | ------ |
| 1    | Jarno Saarinen       | Yamaha          | 45 min 57 s 3 | 15     |
| 2    | Phil Read            | MV Agusta       | +16 s 0       | 12     |
| 3    | Hideo Kanaya         | Yamaha          | +18 s 1       | 10     |
| 4    | Christian Léon       | Kawasaki        | +1 min 38 s 4 | 8      |
| 5    | Kim Newcombe         | König           | +1 min 54 s 5 | 6      |
| 6    | Guido Mandracci      | Suzuki          | +2 min 07 s 1 | 5      |
| 7    | Éric Offenstadt      | Kawasaki        | +1 tour       | 4      |
| 8    | Jean-François Baldé  | Kawasaki        | +1 tour       | 3      |
| 9    | Billie Nelson        | Yamaha          | +1 tour       | 2      |
| 10   | Jack Findlay         | Suzuki          | +1 tour       | 1      |
| 11   | Alois Maxwald        | Rotax           | +1 tour       |        |
| 12   | Bosse Granath        | Husqvarna       | +1 tour       |        |
| 13   | Kjell Solberg        | Yamaha          | +1 tour       |        |
| 14   | Armando Toracca      | Paton           | +1 tour       |        |
| 15   | Sven-Olof Gunnarsson | Kawasaki        | +2 tours      |        |
| 16   | Jean Luc             | Kawasaki        | +2 tours      |        |
| 17   | Lars Pahlsson        | OSSA            | +2 tours      |        |
| 18   | Derek Lee            | Suzuki          | +2 tours      |        |
| 19   | Ernst Hiller         | König           | +2 tours      |        |
| 20   | Michael Schmid       | Yamaha          | +2 tours      |        |
| 21   | André Pogolotti      | Suzuki          | +2 tours      |        |
| 22   | Seppo Kangasniemi    | Yamaha          | +2 tours      |        |
| 23   | Horst Lahfeld        | Yamaha          | +2 tours      |        |
| Abd. | János Drapál         | Yamaha          | Abandon       |        |
| Abd. | Christian Bourgeois  | Yamaha          | Abandon       |        |
| Abd. | Giacomo Agostini     | Yamaha          | Abandon       |        |
| Abd. | Werner Giger         | Yamaha          | Abandon       |        |
| Abd. | Alex George (en)     | Yamaha          | Abandon       |        |
| Abd. | Chas Mortimer        | Yamaha          | Abandon       |        |
| Abd. | Gyula Marsovszky     | Yamaha          | Abandon       |        |
| Abd. | Kaarlo Koivuniemi    | Kawasaki        | Abandon       |        |
| Abd. | Reinhard Hiller      | König           | Abandon       |        |
| Abd. | Bruno Kneubühler     | Yamaha          | Abandon       |        |
| Abd. | Paul Eickelberg      | König           | Abandon       |        |
| Abd. | Michel Rougerie      | Harley-Davidson | Abandon       |        |
| Abd. | Roberto Gallina      | Paton           |               |        |

## Résultats des 350 cm³
| Pos | Pilote               | Moto            | Temps         | Points |
| --- | -------------------- | --------------- | ------------- | ------ |
| 1   | Giacomo Agostini     | MV Agusta       | 46 min 45 s 5 | 15     |
| 2   | Phil Read            | MV Agusta       | +12 s 8       | 12     |
| 3   | Teuvo Länsivuori     | Yamaha          | +22 s 5       | 10     |
| 4   | Werner Pfirter       | Yamaha          | +56 s 0       | 8      |
| 5   | Kent Andersson       | Yamaha          | +59 s 5       | 6      |
| 6   | Walter Villa         | Yamaha          | +1 min 07 s 6 | 5      |
| 7   | Pentti Korhonen      | Yamaha          | +1 min 14 s 7 | 4      |
| 8   | Bruno Kneubühler     | Harley-Davidson | +1 min 16 s 4 | 3      |
| 9   | Kurt-Ivan Carlsson   | Yamaha          | +1 min 18 s 9 | 2      |
| 10  | Eduardo Celso-Santos | Yamaha          | +1 min 27 s 4 | 1      |
| 11  | ...                  | ...             |               |        |

## Résultats des 250 cm³
| Pos | Pilote             | Moto            | Temps         | Points |
| --- | ------------------ | --------------- | ------------- | ------ |
| 1   | Jarno Saarinen     | Yamaha          | 47 min 47 s 2 | 15     |
| 2   | Hideo Kanaya       | Yamaha          | +27 s 6       | 12     |
| 3   | Renzo Pasolini     | Harley-Davidson | +33 s 5       | 10     |
| 4   | Michel Rougerie    | Harley-Davidson | +43 s 0       | 8      |
| 5   | Teuvo Länsivuori   | Yamaha          | +56 s 4       | 6      |
| 6   | Roberto Gallina    | Yamaha          | +1 min 06 s 6 | 5      |
| 7   | Chas Mortimer      | Yamaha          | +1 min 14 s 2 | 4      |
| 8   | André-Luc Appietto | Yamaha          | +1 min 16 s 7 | 3      |
| 9   | Patrick Pons       | Yamaha          | +1 min 17 s   | 2      |
| 10  | Walter Villa       | Yamaha          | +1 min 30 s 7 | 1      |
| 11  | André Kaci         |                 |               |        |
| 12  | ...                | ...             |               |        |

## Résultats des 125 cm³
| Pos | Pilote            | Moto             | Temps         | Points |
| --- | ----------------- | ---------------- | ------------- | ------ |
| 1   | Kent Andersson    | Yamaha           | 43 min 04 s 4 | 15     |
| 2   | Börje Jansson     | Maico            | +2 min 23 s 8 | 12     |
| 3   | Thierry Tchernine | Yamaha           | +2 min 35 s 6 | 10     |
| 4   | Eugenio Lazzarini | Piovaticci-Maico | +2 min 36 s 0 | 8      |
| 5   | Matti Salonen     | Yamaha           | +2 min 44 s 3 | 6      |
| 6   | Otello Buscherini | Malanca          | +1 tour       | 5      |
| 7   | Rolf Minhoff      | Maico            | +1 tour       | 4      |
| 8   | Horst Seel        | Maico            | +1 tour       | 3      |
| 9   | Walter Winkler    | Maico            | +1 tour       | 2      |
| 10  | Pentti Salonen    | Yamaha           | +1 tour       | 1      |
| 11  | ...               | ...              |               |        |

## Résultats des Side-Cars
| Pos | Pilote           | Passager         | Moto          | Temps | Points |
| --- | ---------------- | ---------------- | ------------- | ----- | ------ |
| 1   | Klaus Enders     | Ralf Engelhardt  | Busch-BMW     |       | 15     |
| 2   | Jeff Gawley      | Peter Sales      | König         |       | 12     |
| 3   | Werner Schwärzel | Karl-Heinz Kleis | König         |       | 10     |
| 4   | Richard Wegener  | Rolf Kabbe       | BMW           |       | 8      |
| 5   | Rolf Steinhausen | Karl Scheurer    | König         |       | 6      |
| 6   | Michel Vanneste  | Serge Vanneste   | BMW           |       | 5      |
| 7   | Karl Venus       | Rainer Gundel    | BMW           |       | 4      |
| 8   | Gustav Pape      | Franz Kallenberg | BMW           |       | 3      |
| 9   | Gerry Boret      | Nick Boret       | Renwick-König |       | 2      |
| 10  | Egon Schons      | Karl Lauterbach  | BMW           |       | 1      |
| 11  | ...              | ...              |               |       |        |